# 波蘭編年史

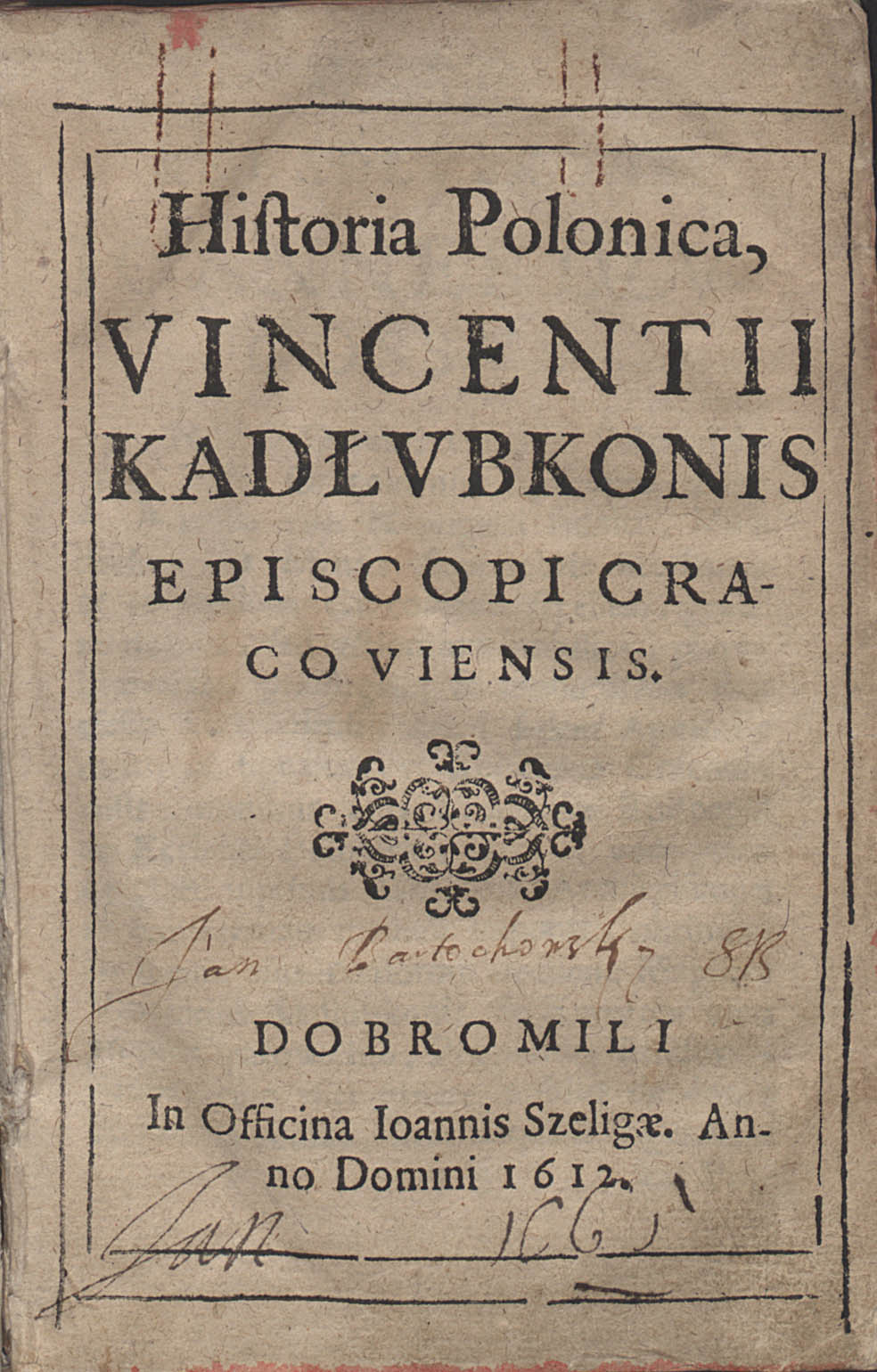
1612年《波蘭編年史》首刷版

《波蘭編年史》（拉丁文： Historia Polonica）係自古代記載至1202年之波蘭編年史，由公正之王卡齊米日二世命文森堤・卡布伯卡編撰而成。這部史書共分四冊，以拉丁文寫成，為高盧無名氏所著之編年史外，該段歷史最重要的參考來源，但可信度尚待商榷。前三冊著重於波蘭史事，然作者或為呈現美學或道德之效果，恣意將當時的史實與亞歷山大大帝、尤利烏斯・凱撒及格拉古兄弟時期等史料摻混。
文森堤・卡布伯卡最有可能是從1190年開始著作此書，由於在第四冊中能找到1205年6月19日發生的札維霍斯特之戰相關資料，故可斷定此書的撰寫至1205年依舊持續。1208年，卡布伯卡接受了克拉科夫主教一職，書寫遂而中斷。這部編年史於1612年首次發行，為拉丁文版；波蘭文版則於1862年出版。